# Geoïsme

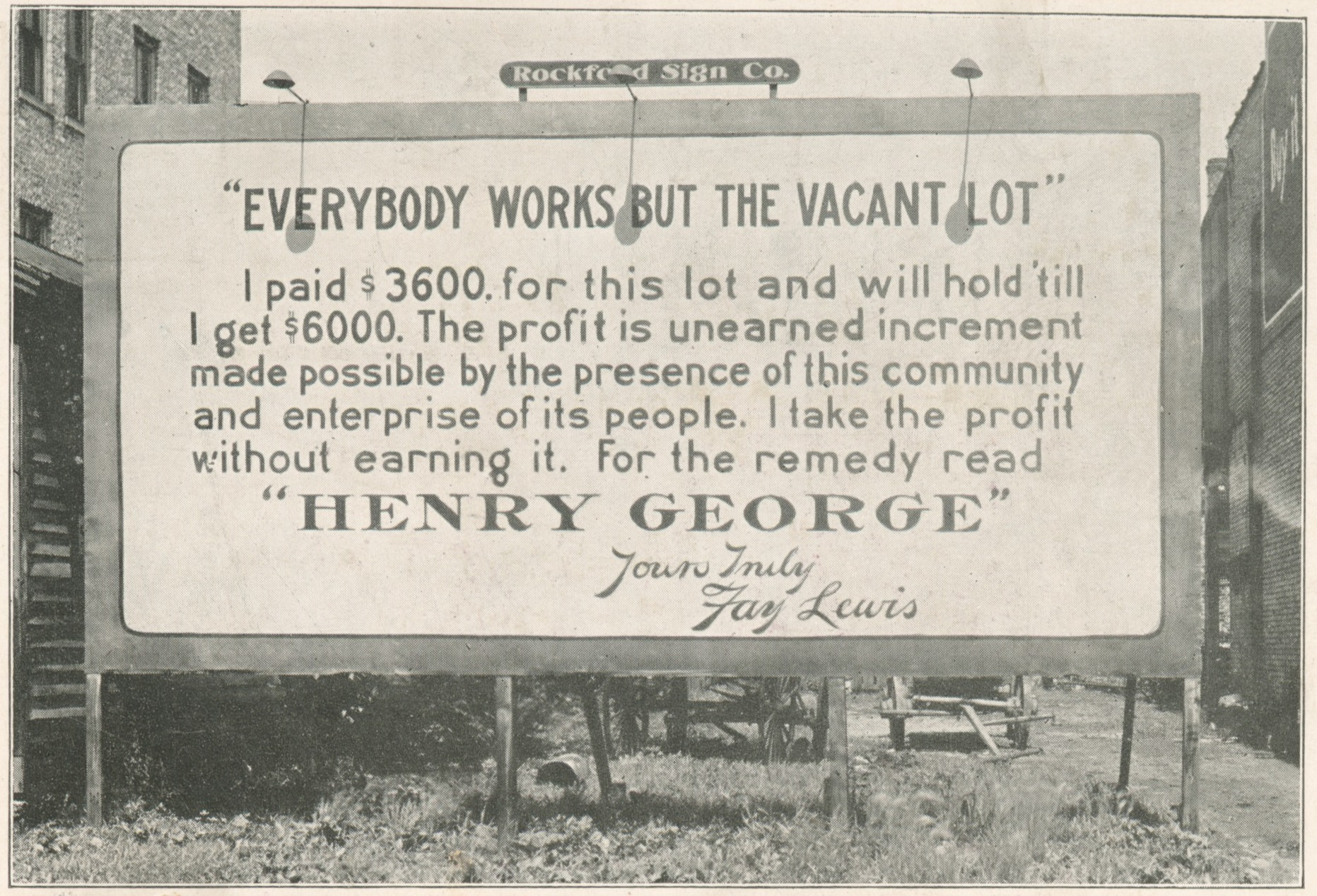
Performance art door Fay Lewis waarin hij Henry George citeert, Rockford (Illinois), 1914

Het geoïsme of georgisme (naar de Amerikaans econoom Henry George) is een politieke en economische ideologie. Centraal in het gedachtegoed is het eigendomsprincipe dat stelt dat privé-eigendom het gevolg is van menselijke arbeid en creatie, maar dat de natuurlijke hulpbronnen, inclusief alle grond, aan de mensheid als geheel toebehoren.

## Naam
De term geoïsme is een neologisme dat gebruikt wordt door de beweging zelf, liever dan de oude term georgisme. Andere gebruikte termen zijn geonomics en earth sharing.

## Kenmerken
In de praktijk zijn geoïsten voorstander van een vrijemarktsysteem waar bezitters van grond en natuurlijke bronnen een vergoeding moeten betalen aan de gemeenschap. Deze vergoeding, de zogenaamde grondwaardebelasting is enkel afhankelijk van de onverbeterde grondwaarde, dat is de waarde van de grond verminderd met de waarde van de door de mens uitgevoerde verbeteringen op deze grond. Deze waarde wordt door de locatie en de omgeving bepaald. Geoïsten zijn dus advocaten van een belastingsverschuiving van belastingen op inkomen, kapitaal en productie naar belastingen op verbruik van natuurlijke voorzieningen.
Waar de vroegste aanhangers van Henry George alle belastingen wilden vervangen door één belasting op grondbezit, stellen moderne geoïsten dat ook andere natuurlijke bronnen (zoals het elektro-magnetische spectrum, visquota's, uitstootpermissies, vervuiling) op gelijkaardige manier belast moeten worden. Er is hiermee een link ontstaan met het ecologisme en ware-kost-economie.

## Vroegste voorvechters
Het geoïstische eigendomsprincipe werd reeds geformuleerd door de eerste liberale filosofen John Locke en Thomas Paine. Thomas Paine stelde dat de eigenaars van grond een compensatie dienden te betalen aan de gemeenschap. Hiermee wilde hij een fonds oprichten waarvan elke burger een gelijk deel kreeg. Hij was hiermee ook de grondlegger van het basisinkomen en een van de eerste voorstellers van sociale zekerheid.
Alhoewel moderne economen grond als een vorm van kapitaal beschouwen, vertrokken de klassieke economen van drie productiefactoren: grond, kapitaal en arbeid. Onder grond werden alle natuurlijke voorzieningen verstaan, inclusief de lucht, de zee, en dergelijke meer. Grond verschilt van kapitaal in de zin dat het niet door de mens geproduceerd is, en anders dan kapitaal en arbeid het aanbod van grond in de economie vast staat. Het speelt daarom een speciale rol. Voor redenen die voor het eerst door Adam Smith werden uitgelegd in The Wealth of Nations kan grondwaardebelasting niet doorgerekend worden naar huurders of consumenten en valt daarom volledig op de grondbezitter. Adam Smith stelde daarop dat grondwaardebelasting de meest efficiënte belasting is, omdat ze geen negatieve effecten heeft op de economie. Deze stelling wordt ook door de meeste moderne economen ondersteund. Onder andere de Nobelprijswinnaars Milton Friedman, William Vickrey en James Tobin zijn of waren verdedigers van de belasting.
De econoom David Ricardo stelde dat grondrente, de waarde die voortkomt uit grondbezit, gedefinieerd is als de meerinkomst die de grond heeft ten opzichte van de minst productieve grond. Hieruit volgt dat de grondwaarde bepaald wordt door de productiviteit, en niet alleen door de natuurlijke vruchtbaarheid maar ook door menselijke activiteit bepaald wordt: de nabijheid tot voorzieningen van de overheid zoals infrastructuur, de beschikbaarheid van technologie, en dergelijke meer. Dat betekent dat de waarde van grond niet door de grondeigenaar zelf aldus gecreëerd wordt, maar door de gemeenschap als geheel.

## Henry George en de Single Taxers

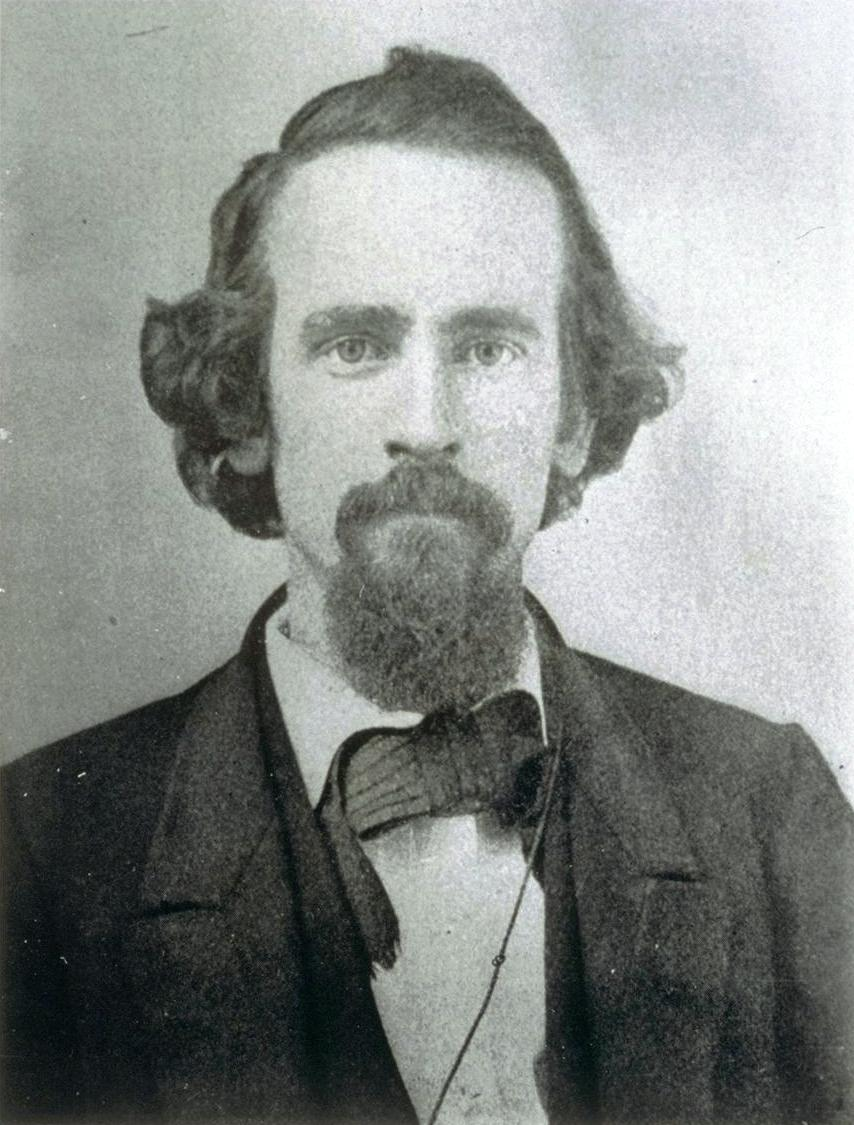
Henry George

Henry George werd gegrepen door de gelijktijdige toename van grote armoede met de toename van grote rijkdom en vastbesloten dit raadsel op te lossen begon hij zich zelfstandig te verdiepen in de politieke economie. Dit resulteerde in zijn bekendste werk "Progress and Poverty". Het boek werd een ware bestseller, verkocht miljoenen exemplaren in een mum van tijd en maakte van George een van de bekendste Amerikanen van zijn tijd. Henry George legde een grote nadruk op het feit dat de sociale problemen bij hun oorzaken moesten aangepakt worden, eerder dan ze symptomatisch te bestrijden. Ook hechtte hij een groot belang aan het verband tussen economie en moraal en stelde dat de economische wetenschap een bredere maatschappelijke taak had. Bij de opkomst van het Marxisme voorspelde George dat het socialistisch systeem tot een totalitair regime zou leiden. In plaats van revolutie was hij eerder een voorstander van educatie in economie, om mensen bewust te maken van de oorzaken van sociale problemen en de oplossingen democratisch door te drukken. De oorzaak van sociale problemen en economische crises waren volgens hem speciale privileges en monopolisering. Land en natuurlijke bronnen speelden hierin een enorme belangrijke rol. Ook was hij een van een grote voorstander van vrije handel en dus tegenstander van protectionisme.
George stelde dat het private bezit van grond in een maatschappij die steeds productiever werd, een grote ongelijkheid tussen de rijken en de armen veroorzaakte. In een groeiende economie, waar de overheid steeds meer infrastructuur bouwt en de technologie steeds verbetert, stijgt de waarde van grond immers. Hierdoor moeten mensen steeds meer grondrente betalen aan de grondbezitters, en houden steeds minder voor zichzelf over. Omdat grondrente verdiend wordt op kap van de gemeenschap als geheel, is het de gemakkelijkste manier om geld te verdienen. Hierdoor ontstaat speculatie: mensen gaan gronden kopen met als enkel doel om ze later weer te verkopen. Deze gronden worden daardoor uit productie gehouden, en de waarde van grond stijgt nog meer door een speculatieve luchtbel. Dit moet op een bepaald moment barsten, waardoor er een economische crisis ontstaat. Hiermee verklaarde hij het bestaan van de "business cycle" (conjunctuurcyclus).
Aangezien de grondrente voor een groot stuk door de voorzieningen van de overheid (of de nood aan voorzieningen door de grootte van de bevolking) bepaald wordt, stelde hij dat het innen van deze grondrente door de overheid de meest natuurlijke vorm van belasting is. Hierdoor zouden mensen niet meer kunnen speculeren, en alleen grond bezitten om het productief te gebruiken. Aangezien de belasting niet door te rekenen is, zou puur grondbezit geen winst meer maken. Hierdoor zou de prijs van grond zakken en veel meer gronden ter beschikking komen. De mensen zouden hierdoor weer toegang krijgen tot de natuurlijke voorzieningen en minder afhankelijk worden van werkgevers. Niemand zou immers werken voor een loon dat lager is dan wat hij zelfstandig kan verdienen.
George was geen tegenstander van privaat bezit van kapitaal. Onder kapitaal verstond hij wel alleen rijkdom die door de mens zelf geproduceerd is. Hij stelde bovendien dat kapitaalwinsten niet mochten verward worden met monopoliewinsten. Grote bedrijven maakten immers grote winsten door middel van hun monopoliepositie, die dikwijls door de private eigendom van grond en andere privileges veroorzaakt werd. George was tegenstander van patenten. Bovendien vond hij dat alle natuurlijke monopolies, inclusief infrastructuur, openbaar vervoer, en de post, in eigendom van de staat moesten zijn.
De eerste aanhangers van George noemden zichzelf Single Taxers en hadden in het begin van de arbeidersbeweging een grote aanhang. In het begin van de twintigste eeuw was grondrentebelasting een “hot topic” in de angelsaksische wereld, zowel bij de liberale als arbeidersbeweging. De Britse eerste ministers David Lloyd George en Winston Churchill wilden het systeem allebei invoeren, maar werden gesaboteerd door de Britse adel. Ook in Australië en Nieuw-Zeeland was er een sterke aanhang. De eerste versie van het bordspel Monopoly, The Landlord's Game werd door de Single-Taxer Elizabeth Magie ontwikkeld om de ideologie van George op een speelse manier uit te leggen.

## Het basisinkomen
De filosofie van het basisinkomen wordt dikwijls gelinkt met de geoïstische filosofie. Indien het basisinkomen voortkomt uit natuurlijke bronnen en grondwaarde, vervalt immers het argument dat het basisinkomen een vorm van herverdeling zou zijn die de werkende mensen laat opdraaien voor mensen die eventueel zouden weigeren te werken. Thomas Paine, een van de grondleggers van het liberalisme, stelde reeds voor om de grondrente evenredig te verdelen aan de burgers, dit representeerde dan hun gelijke recht op een deel van de aarde. Een van de vroegste advocaten van een volwaardig basisinkomen was Joseph Charlier, en was ook geïnspireerd door de geoïstische filosofie. Hij noemde zijn voorstel immers het "dividend territorial".

## Voorgangers
Mensen die geoïstisch gedachtegoed hadden vóór George waren:
- John Locke,[3]
- John Stuart Mill,[4]
- William Ogilvie of Pittensear,[5]
- Thomas Paine (voornamelijk in "Agrarian Justice"),[6]
- Adam Smith,[7]
- Thomas Spence
- Herbert Spencer,[8] en
- De Physiocraten.

## Bekende geoïsten
- Matthew Bellamy[9]
- Ambrose Bierce[10]
- William F. Buckley, Jr.[11]
- Chiang Kai-shek
- Winston Churchill[12]
- Clarence Darrow[13]
- Henry Ford[14]
- David Lloyd George[15]
- George Grey[16]
- Walter Burley Griffin[17]
- Aldous Huxley
- Blas Infante[18]
- Mumia Abu-Jamal[19]
- Wolf Ladejinsky[20]
- Lee Kuan Yew
- Douglas MacArthur
- Sun Yat-sen[21]
- Herbert Simon
- Leo Tolstoj[22]
- Mark Twain[23]
- William Vickrey[24]

## Voetnoten
1. ↑  The Wealth of Nations Book V, Chapter 2, Article I: Taxes upon the Rent of Houses:
Ground-rents are a still more proper subject of taxation than the rent of houses. A tax upon ground-rents would not raise the rents of houses. It would fall altogether upon the owner of the ground-rent, who acts always as a monopolist, and exacts the greatest rent which can be got for the use of his ground. More or less can be got for it according as the competitors happen to be richer or poorer, or can afford to gratify their fancy for a particular spot of ground at a greater or smaller expense. In every country the greatest number of rich competitors is in the capital, and it is there accordingly that the highest ground-rents are always to be found. As the wealth of those competitors would in no respect be increased by a tax upon ground-rents, they would not probably be disposed to pay more for the use of the ground. Whether the tax was to be advanced by the inhabitant, or by the owner of the ground, would be of little importance. The more the inhabitant was obliged to pay for the tax, the less he would incline to pay for the ground; so that the final payment of the tax would fall altogether upon the owner of the ground-rent.
2. ↑  Roding, Germen, Het georgisme: het beste belastingsysteem?. Visionair - de blik op oneindig (25 oktober 2013). Geraadpleegd op 21 november 2024.
3. ↑  Are you a Real Libertarian, or a Royal Libertarian ::Furthermore, Locke based his scenario on pre-monetary societies, where a landholder would find that "it was useless, as well as dishonest, to carve himself too much, or take more than he needed." With the introduction of money, Locke noted, all land quickly became appropriated. Why? Because with money, those who can take more land than they have personal use for suddenly have reason to do so, as between them they will have taken all the land, and others will have to pay rent to them. So, with the introduction of money, the Lockean rationale for landed property falls apart, even according to Locke. And while Locke did not propose a remedy specifically for to this problem, he repeatedly stated that all taxes should be on real estate.
4. ↑  Principles of Political Economy Book 5 Chapter 2:

The ordinary progress of a society which increases in wealth, is at all times tending to augment the incomes of landlords; to give them both a greater amount and a greater proportion of the wealth of the community, independently of any trouble or outlay incurred by themselves. They grow richer, as it were in their sleep, without working, risking, or economizing. What claim have they, on the general principle of social justice, to this accession of riches? In what would they have been wronged if society had, from the beginning, reserved the right of taxing the spontaneous increase of rent, to the highest amount required by financial exigencies?
5. ↑  William Ogilvie Pittensear, Professor of Humanity and Lecturer on Political and Natural History, Antiquities, Criticism, and Rhetoric University and King's College of Aberdeen 1782, An Essay on the Right of Property in Land. Geraadpleegd op 23 August 2010.
6. ↑  Agrarian Justice paragraph 12:
Every proprietor, therefore, of cultivated lands, owes to the community a ground-rent (for I know of no better term to express the idea) for the land which he holds; and it is from this ground-rent that the fund proposed in this plan is to issue.
7. ↑  The Wealth of Nations, Book V, Article I, "Taxes upon the Rent of Houses"
8. ↑  Social Statics Part 2 Chapter 9: The Right to the Use of the Earth
9. ↑  Muse return with new album The Resistance  "Sure, he has already launched into a passionate soliloquy about Geoism (the land-tax movement inspired by the 19th-century political economist Henry George)". Gearchiveerd op 29 augustus 2011.
10. ↑  The Devil's Dictionary
11. ↑  William F. Buckley, Jr., Transcript of an interview with Brian Lamb. CSpan Book Notes (April 2-3, 2000).
12. ↑  Winston Churchill: Land Price as a Cause of Poverty
13. ↑  Transcript of a speech by Darrow on taxation. Gearchiveerd op 16 februari 2023.
14. ↑  Transcript of 1942 interview with Henry Ford in which he says, "The time will come when not an inch of the soil, not a single crop, not even weeds, will be wasted. Then every American family can have a piece of land. We ought to tax all idle land the way Henry George said — tax it heavily, so that its owners would have to make it productive".
15. ↑  People's Budget
16. ↑  The Life of Henry George, Part 3 Chapter X1
17. ↑  Co-founder of the Henry George Club, Australia.
18. ↑  Arcas Cubero, Fernando: El movimiento georgista y los orígenes del Andalucismo : análisis del periódico "El impuesto único" (1911-1923). Málaga : Editorial Confederación Española de Cajas de Ahorros, 1980. ISBN 8450037840
19. ↑  Justice for Mumia Abu-Jamal
20. ↑  Andelson Robert V. (2000), Land-Value Taxation Around the World: Studies in Economic Reform and Social Justice Malden, MA: Blackwell Publishers, Inc. Page 359.
21. ↑  Spence, Alan, Sun Yat Sen Revolutionary Land Reformer, Land & Liberty (July-August 1993). Gearchiveerd op 4 juli 2008.
22. ↑  ?. Gearchiveerd op 17 september 2008.  Count Tolstoy once said of George, "People do not argue with the teaching of George, they simply do not know it.
23. ↑  Archimedes. Gearchiveerd op 18 april 2023.  an article originally bylined "Twark Main"
24. ↑  Bill Vickrey - In Memoriam. Gearchiveerd op 7 september 2008. Geraadpleegd op 28 september 2009.

extreemlinks · radicaal-links · links · centrum · rechts · radicaal-rechts · extreemrechts 

confessionalisme · christendemocratie · conservatisme · neoconservatisme · paleoconservatisme · islamisme

liberalisme · klassiek liberalisme · economisch liberalisme · conservatief-liberalisme · progressief liberalisme · neoliberalisme · libertarisme · groenliberalisme · geoïsme

anarchisme · syndicalisme · feminisme · ecologisme · ecofascisme · agrarisme · progressivisme 

marxisme · communisme · trotskisme · leninisme · stalinisme · maoïsme · socialisme · sociaaldemocratie · communitarisme

populisme · fortuynisme · solidarisme · nationalisme · linksnationalisme · fascisme · nationaalsocialisme